# Toshirō Sasaki
Pour les articles homonymes, voir Sasaki.
Toshirō Sasaki (佐左木 俊郎, Sasaki Toshirō, né le 14 avril 1900 à Ichikuri (ja) et mort le 13 mars 1933), est un romancier populaire japonais.

## Vie et œuvre
Originaire d’une famille pauvre de la préfecture de Miyagi, il part à l’âge de quinze ans pour Hokkaidō où il travaille comme cheminot. Il s’installe ensuite à Tokyo et entreprend des études qu’il interrompt pour raison de santé. En 1924, il publie sa première nouvelle, « La libellule sans tête » (Kubi wo ushinatta tombō), dans la revue Bunshō kurabu, dont il devient l’un des principaux éditeurs. Ses premiers récits sont marqués par son origine paysanne et l’expérience du travail ouvrier dans le nord du pays. De 1925 à 1930, il est actif dans les mouvements prolétariens où il essaie de représenter la littérature paysanne. En 1930, il commence à publier ses romans en volume, dont Zone noire (Kuroi chitai) qui décrit la misère de petits exploitants agricoles. Avant sa mort, il fait paraître aussi quelques nouvelles policières et des récits fantastiques.